# 新集镇 (镇原县)
新集乡，是中华人民共和国甘肃省庆阳市镇原县下辖的一个乡镇级行政单位。

## 行政区划
新集乡下辖以下地区：
唐塬村、吴塬村、王岘子村、永丰村、刘大岔村、新庄村、牛心村、崾岘村、段掌村、岳庄村、王寨村和高崖畔村。